# Kjell Magne Bondevik
Kjell Magne Bondevik (* 3. září 1947 v Molde) je norský politik a luterský pastor. Dvakrát byl norským premiérem.
Narodil se ve městě Molde v Norsku. Jeho otec Johannes Bondevik (1905–2007) byl učitelem. Kjell Magne Bondevik vystudoval teologii na fakultě v Oslu a roku 1979 se stal pastorem norské státní luterské církve. S manželkou Bjørg roz. Rasmussen má tři děti.
V parlamentu (Stortingu) zasedá od roku 1973 za Křesťanskou lidovou stranu (Kristelig Folkeparti). V letech 1983–1995 byl předsedou této strany. V letech 1983–1986 byl ministrem církve a vzdělávání a v letech 1989–1990 byl ministrem zahraničních věcí.
Úřad norského premiéra vykonával v letech 1997–2000 a 2001–2005. Roku 1998 Bondevik nevykonával po dobu tří týdnů úřad premiéra z důvodu depresivní epizody. V roce 2000 podal demisi z toho důvodu, že nesouhlasil s plánem vybudovat na území Norska novou plynovou elektrárnu s tím, že by stavba přispěla ke klimatickým změnám. V roce 2003 navštívil ve funkci premiéra Českou republiku.
K. M. Bondevik je aktivním křesťanem a abstinentem.

## Vyznamenání
- Řád kříže země Panny Marie I. třídy – Estonsko, 2. dubna 2002[1]
- velkokříž Řádu za zásluhy – Portugalsko, 13. února 2004[2]
- velkokříž Řádu svatého Olafa – Norsko, 10. září 2004 – stal se tak za 80 let prvním norským předsedou vlády, který toto vyznamenání obdržel během výkonu své funkce[3][4]
- velkokříž Řádu zásluh o Italskou republiku – Itálie, 20. září 2004[5]
- velkokříž Řádu Quetzala – Guatemala